# ダミン語
ダミン語（ダミンご、Damin、ラディル語：Demiin）は、オーストラリア北部の先住民であるラディル人とヤンカール人の、通過儀礼を経験した男性の間で使用された言語（レジスター）である。
カーペンタリア湾にあるウェルズリー諸島の最大の島であるモーニントン島にラディル人が、フォーサイス諸島にヤンカール人が居住している。ラディル語とヤンカール語はタンカ語族（Tangkic）に属する。ラディル語とヤンカール語などの他のタンカ語族の言語との相互理解可能性は低い。
Damin はラディル語で「沈黙（している）」という意味であり、この言語が特別な状況で用いられたことからそのように呼ばれる（Hale & Nash 1997:247）。

## 歴史

### 起源
ダミン語の起源は定かでなく、ラディル語を知る者によって創り上げられた可能性がある。ラディル人やヤンカール人によると、ダミン語はドリームタイムに現れる神的な存在によって創造されたと言う。Hale を始めとする研究者らは、ラディルの長老たちによって創り上げられたとしている。ダミン語には/m/や/n/などの閉鎖鼻音を吸着鼻音に変えたり、子音を重複させたりするなど、ピッグ・ラテンのような世界中の言葉遊びに見られるいくつかの特徴がある。Evans を始めとする研究者らは、ラディン人とヤンカール人の神話を研究し、ヤンカール人の長老たちがダミン語を発明し、ラディル人に伝えたと推測している。

### 儀式における使用
ラディル人の男性の間では luruku と warama という２種類の通過儀礼が行われた。前者は割礼を、後者は（部分的な）尿道割礼を指す。女性に対しては行われなかったが、これらの儀式、特にルルクの儀式では女性が重要な役割を果たした。
ダミン語は「秘密の言語」（secret language）であると言われることがあるが、これは誤解を招く恐れがある。なぜなら、通過儀礼を経ていない者にダミン語を聞かれないようにはしていなかったからである。しかし、ダミン語は warama（尿道割礼の儀式）の際に教えられていたため、通過儀礼を経ていない者にはそもそも縁遠いものでもあった。なお、尿道割礼を受けていないにもかかわらず、ダミン語に堪能な年長者が少なくとも１人知られていたが、これは特殊な例だったようである。 
ダミン語の語彙は、意味論的な分野に編成され、１回のセッションで成年に叫んだ。それぞれの語が発表されると、もう１人の話し手がラディル語で相当する語を与えた。しかし、初心者が基礎に熟達し、コミュニティでダミン語をオープンに使えるようになるまでには、通常何回かのセッションが必要だった。ある話者は、１回のセッションでダミン語を話せるようになったと主張したが、一方で、warama を取り仕切る２人の年長の男性は、彼らにはレジスタに対する確固たる指揮力が欠けていたことを認めた。
ダミン語を習得した者は Demiinkurlda「ダミン語の所有者」と呼ばれた。彼らは特に儀式的な文脈の中でこの言語を話したが、狩猟採集の場やうわさ話などのような日常的な場で使用することもあった。

### 衰退
ラディル人とヤンカール人の文化的伝統は数十年にわたって衰退し、ラディル語とヤンカール語はほぼ消滅している。最後に warama が行われたのは1950年代で、それ以来ダミン語は使用されなくなった。しかし、最近では文化的伝統の再興が始まり、 luruku が執り行われた。今後 warama も再び行われるようになるかどうかは不明である。

## 音韻

### 母音
ラディル語には /a, i, u, ə/ と対応する長母音 /aː, iː, uː, əː/ の計４組の母音があるが、ダミン語はそのうち３組 /a, i, u/ とその長母音 /aː, iː, uː/ を持ち、/ə, əː/ は文法的な接尾辞にのみ現れる。
|      | 前舌 | 中舌     | 後舌 |
| ---- | ---- | -------- | ---- |
| 狭   | i iː |          | u uː |
| 中段 |      | (ə) (əː) |      |
| 広   |      | a aː     |      |

### 子音
ダミン語はアフリカの言語以外で吸着音をもつ唯一の言語である。ダミン語はラディル語の子音目録の一部のみを用いるが、それらの子音は肺臓呼気流以外の４種類の気流（声門呼気流、軟口蓋吸気流、軟口蓋呼気流、肺臓吸気流）によって拡張される。肺臓呼気流の摩擦音、無声鼻音、両唇ふるえ音をもつこともオーストラリアの言語としては異質である。
ダミン語の子音は、実際の正書法およびIPA表記では、次のとおりである。下段（摩擦音以下）はラディル語にはなく、ダミン語で新たに追加された音素である。
|            | 両唇             | 歯茎         | 歯茎                | 反り舌  | 後部歯茎       | 軟口蓋  |
| 舌端       | 両唇             | 舌尖         |                     | 反り舌  | 後部歯茎       | 軟口蓋  |
| ---------- | ---------------- | ------------ | ------------------- | ------- | -------------- | ------- |
| 破裂音     | b                | th           | d                   | △       | j              | k       |
| 鼻音       | △                | △            | n                   | △       | ny             | ng      |
| 側面音     |                  |              | △                   |         |                |         |
| はじき音   |                  |              | rr                  |         |                |         |
| 接近音     | w                |              |                     | △       | y              |         |
|            |                  |              |                     |         |                |         |
| 摩擦音     | f [ɸ] pf [pɸ]    |              |                     |         | j2 [tʲ\tʲ ~ ʆ] |         |
| 放出音     | pʼ [pʼ ~ ʘ↑]     |              |                     |         |                | kʼ [kʼ] |
| 鼻音       | m! [ŋ͡ʘ]          | nh!2 [ŋ͡ǀ\ŋ͡ǀ] | n! [ŋ͡!] n!2 [ŋ͡!\ŋ͡!] | [ŋ͡‼︎]    | (rn!) [ŋ͡ǂ]     | ng* [ŋ̊] |
| 側面吸気音 |                  |              |                     | l* [ɬ↓] |                |         |
| ふるえ音   | pr [ʙ] pr2 [ʙ\ʙ] |              |                     |         |                |         |

1. ↑  △は、ラディル語にあるが、ダミン語には（文法的語と接尾辞を除き）ない子音を表す。すなわち、ダミン語はラディル語の /m/, /nh/, /l/, /rt/, /rn/, /r/ を欠く。
2. ↑  文字表記の 2 は、再度調音すること（rearticulation）による子音重複を表す。音声表記では拡張IPAの[\]で表記している。
3. 1 2  拡張IPAで上矢印[↑]と[↓]はそれぞれ呼気流と吸気流を表す。したがって、[ʘ↑]は両唇と軟口蓋の2箇所で閉鎖を作り、舌と口蓋との間にできた空間の気圧を高めてから両唇の閉鎖を開放することで産出される“破裂音”を、[ɬ↓]は舌の側面に作った狭窄に肺臓吸気流を通すことで産出される“摩擦音”を表していると解釈できる。

吸着音を除いて、ダミン語には歯茎音とそり舌音の対立がない（この対立は、ほとんどのオーストラリアの言語と同様、ラディル語の語頭では中和する）。しかし、 Hale はダミン語の歯茎音とそり舌音の吸着音（それぞれ代名詞 n!aa, n!uu および rn!aa, rn!ii に見られる）は相補分布している可能性があり、それらが対立する音素であるかどうかは明らかではないと指摘する。
上記の子音の一部は、子音連続にのみ現れる。/n/ は音節末にのみ現れる。派生規則は、すべての頭子音の鼻音を吸着音で発音することだと思われる。ただし、単純な意味での軟口蓋吸着音は物理的に調音不可能なため、/ŋ/は吸着音ではない可能性がある。

### 音素配列
ラディル語では語頭に子音連続は現れないが、ダミン語では次の子音連続が現れる。 
- p'ny [ʘ↑n̠ʲ], p'ng [ʘ↑ŋ], fny [ɸn̠ʲ], fng [ɸŋ], fy [ɸj], prpry [ʙ\ʙj], thrr [t̻ɾ]

ラディル語では語中（母音間）に何種類かの子音連続が現れるが、これらの多くはダミン語の語には現れない。 
ダミン語の音節は基本的に開音節であるが、/n/ と /rr/ のみ音節末に現れうる。ラディル語はこれらに加えて /l/, /d/, /r/, /rn/ （および時々 /ny/, /j/, /nh/ ）が音節末に現れうる。 
（ダミン語の語幹内で証明されている子音連続は、rrd、rrth、rrk、rrb、jb (Hale ＆ Nash 1997: 255)であるが、jbのjはこの位置では許されないと考えられる。鼻音–破裂音などの他の子音連続は、ラーディル語の文法的接尾辞によって生成される） 
Hale ＆ Nash は、ダミン語の音節（末尾子音をカウントしない）はCVVかCCVだけであると仮定している。想定されるCV音節はC=[kʼ]、[ŋ̊]、[ɬ↓ʔ]に限定されていることから、これらは基本的に子音重複であることが示唆される。Hale は、それらが k2, ng2, l2 /kk, ŋŋ, ll/（どちらかというと [ɕ] は j2 /t̠ʲt̠ʲ/ の実現形である）であるかもしれず、 thrr [t̻ɾ] は d2 /t̺t̺/ かもしれないと示唆している（母音の長さの表記に一貫性がなく、上記の語彙はこれらのパターンに従っていないことに注意）。
３種類のすべての母音の直前で現れうる子音は確認されていない。既知のシーケンスは次のとおりである。ただし、ダミン語には150個の語根しか存在せず、ただ１つの語根にしか認められない子音や子音連続があるため、このリストには偶然的な欠落があることがほぼ確実である。
| [u]の直前にのみ現れる                                    | p'ng, p'ny, pr2y, fng, fy, thrr, j2, k', nh!2 |
| [i]の直前にのみ現れる                                    | fny, l*, ng*                                  |
| [iː]の直前にのみ現れる                                   | d, rr, y, m!                                  |
| [i(ː)]の直前にのみ現れる （子音がCかCCかはっきりしない） | f, pf                                         |
| [a, u]の直前に現れる                                     | n!2                                           |
| [aː, uː]の直前に現れる                                   | k, ng, n!                                     |
| [iː, uː]の直前に現れる                                   | b, th, j, w                                   |
| [aː, iː]の直前に現れる                                   | rn!                                           |

ラディル語の状況とは反対に、/a/は、/i/や/u/よりもはるかに出現頻度が低い。

## 形態・語彙
ダミン語の文は、ラディル語の語彙的語根をダミン語の語根に置き換えることで生成される。音韻論的に条件付けられた異形態はすべて平均化されているが、それ以外はラディル語やヤンカール語の形態論を適用しているため、ダミン語の形態論はこれらの言語と広く類似している。 
例： 
| ラディル語： | ngithun                          | dunji-kan   | ngawa | waang-kur  | werneng-kiyath-ur. |
| ダミン語：   | n!aa                             | n!2a-kan    | nh!2u | tiitith-ur | m!ii-ngkiyath-ur.  |
|              | 私の                             | 妻の.弟-GEN | 犬    | 行く-FUT   | 食料-行く-FUT      |
|              | 私の義弟の犬は狩りに行く予定だ。 |             |       |            |                    |

ダミン語の語彙は、日常で使う言語（ラディル語やヤンカール語）よりもはるかに限られていた。ダミン語には語彙的語根が約150個しか存在しないが、それらはラディル語やヤンカール語の単語に対応する。たとえば、代名詞はラディル語に19個あるのに対して２つ（n!a「自分」と n!u「自分以外」）しかないことや、対義語を派生する接頭辞 kuri-（jijuu「小さい」- kurijijuu「大きい」）があるという特徴がある。
語彙の例：
n!aa「自分」、n!uu「他者」
kaa「今」、kaawi「今ではない」
l*i(i)「硬骨魚」、thii「板鰓類の魚」
ngaajpu「人間」、wuujpu「動物」、wiijpu「木（木本植物を含む）」、kuujpu「石」
m!ii「野菜料理」、wii「肉/食べ物」、n!2u「液体」、thuu「海の哺乳類」、thuuwu「陸の哺乳類」
didi「害（有害な影響）」、diidi「行為」、kuudi「見る」、kuuku「聞こえる、感じる」、yiidi「（空間に）いる、ある」、wiiwi「燃える」、wiidi「槍」、ngaa「死ぬ、滅びる」、fyuu「落ちる；方位」
n!aathuuku「体の点」、wii「体の表面」、nguu「頭」、k'uu「目」、nguuwii「手、足」
thuuku「１、別の；場所」、kurrijpi「２；こちら側、近い；短い」
接頭辞 kurri- による対義語の派生：
j2iwu「小さい」、kurrij2iwu「大きい」
thuuku「一つ」、kurrithuuku「たくさん」
kurrijpi「短い」、kurrikurrijpi「長い」
kawukawu「軽い」、kurrikawukawu「重い」
特定の事物を言い表すには言い換えが必要である。たとえば、鳥のシギは虹蛇の伝説に登場する動物としての役回りに関連して「人を燃やす生き物」（ngaajpu wiiwi-n wuujpu「人 燃やす-NOM 動物」）と呼ばれ、木製の斧は「蜂蜜が（悪い）影響を受ける木」（m!iwu didi-i-n wiijpu「蜂蜜 影響する-pass-nom 木材」）と呼ばれる。
上記の単語リストのパターンで示唆されているように、内的な形態論または複合に関していくつかの提案がある。たとえば、m!iwu「（固有種の）蜂の巣、蜂蜜」とwum!i「アミメノコギリガザミ」は、m!ii「食べ物」とwuu「ハマグリ」に由来する。